# 長崎県道16号諫早停車場線
長崎県道16号諫早停車場線（ながさきけんどう16ごう いさはやていしゃじょうせん）は、長崎県諫早市を通る県道（主要地方道）である。

## 概要
長崎県諫早市永昌東町のJR九州長崎本線・大村線・西九州新幹線・島原鉄道線 諫早駅から国道207号の約400 mを結ぶ。沿線には商店街が立ち並ぶ。

### 路線データ
- 起点：諫早市永昌東町（JR九州長崎本線・大村線・西九州新幹線・島原鉄道線 諫早駅前）
- 終点：諫早市永昌東町（四面橋交差点、国道207号交点）
- 総延長：381 m

## 歴史
- 1993年（平成5年）5月11日 - 建設省から、県道諫早停車場線が諫早停車場線として主要地方道に指定される[1]。

## 地理

### 通過する自治体
- 諫早市

### 交差する道路
| 交差する道路 | 交差する場所 | 交差する場所        |
| ------------ | ------------ | ------------------- |
| 国道207号    | 永昌東町     | 四面橋交差点 / 終点 |

### 沿線
- JR九州長崎本線・大村線・西九州新幹線・島原鉄道線 諫早駅
- 諫早ターミナルホテル
- 長崎県営バス諫早バスターミナル
- 十八親和銀行 諫早駅前支店